# Leodonta dysoni
Leodonta dysoni är en fjärilsart som först beskrevs av Doubleday 1847.  Leodonta dysoni ingår i släktet Leodonta och familjen vitfjärilar. Inga underarter finns listade i Catalogue of Life.

## Bildgalleri

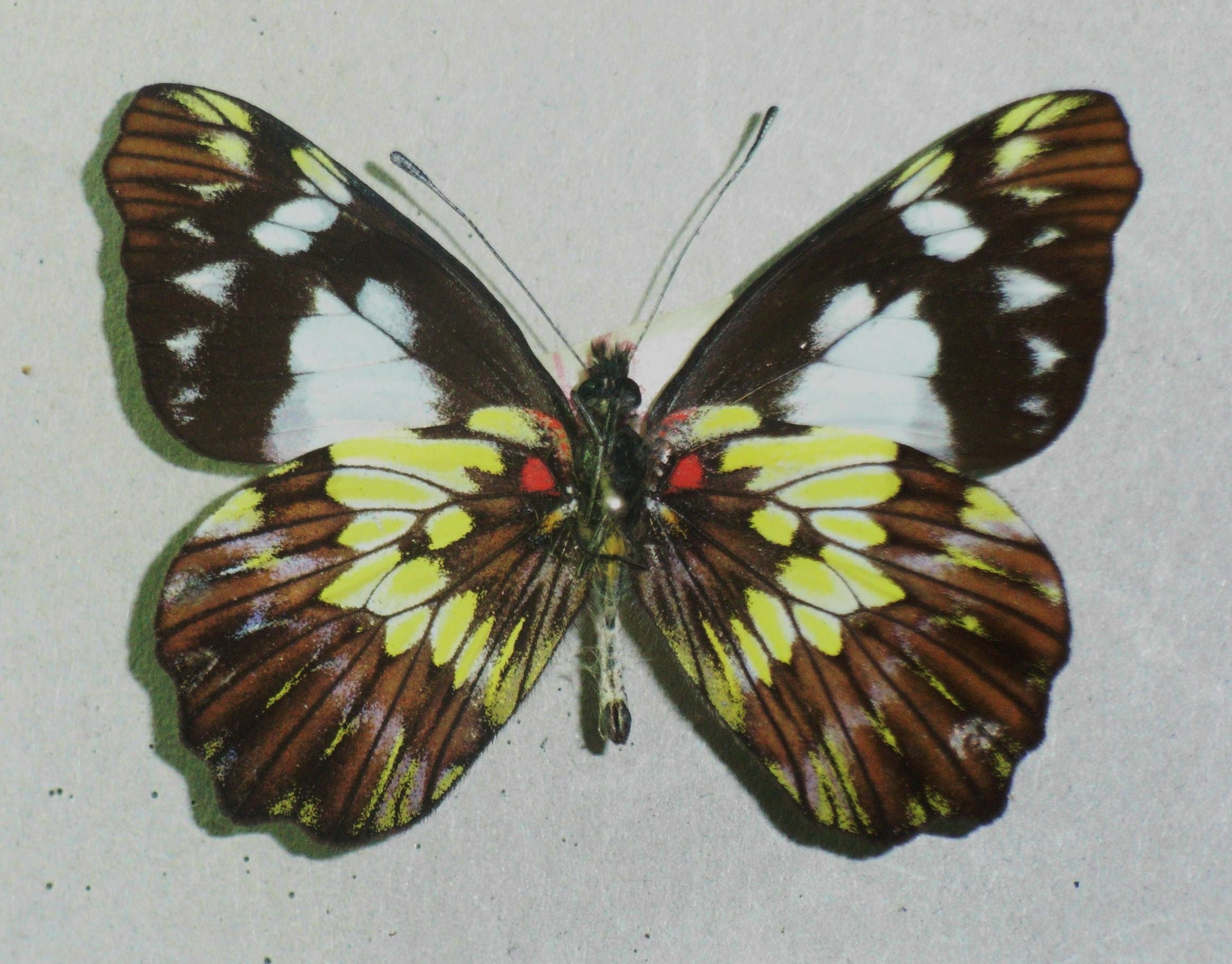